# Richard Alan Simmons
Richard Alan Simmons (geboren 1924; gestorben am 13. November 2004 in Los Angeles, Kalifornien, USA) war ein US-amerikanischer Drehbuchautor und Fernsehproduzent. Er schrieb auch unter den Pseudonymen Peter Penduik und Richard DeKoker.

## Leben und Werk
Über die frühen Jahre von Richard Alan Simmons gibt es widersprüchliche Angaben. Zu seinen Lebzeiten und in seinen Nachrufen hieß es, er sei in Toronto geboren, diente im Zweiten Weltkrieg in der Royal Canadian Air Force und schloss ein Studium an der University of Toronto ab oder zumindest das College dort. FamilySearch dagegen schreibt, er wäre am 11. Oktober 1924 in Hopewell im Bedford County, Pennsylvania geboren und habe bis 1950 im Bedford County gelebt. Das Geburtsdatum und der Geburtsort werden auch in mehreren gängigen Filmdatenbanken so angegeben, zum Beispiel im Lexikon des internationalen Films, der IMDb oder Rotten Tomatoes.
Anfang der 1950er Jahre schrieb er bei der NBC zunächst Nachrichten und danach für Radioserien. 1951 schrieb er Adaptionen von Filmen für das Screen Directors’ Playhouse mit dem Ziel, die Scripts auf das Radio umzustellen und damit keine blassen Kopien des Films zu bekommen. Zudem prüfte er alle NBC Sendungen aus Hollywood und passte sie gegebenenfalls an. Ab 1953 schrieb er Drehbücher für Filme wie The Lady Wants Mink, Heißer Süden oder  Traum in Pink. Das Drehbuch zu Die unglaubliche Geschichte des Mister C. stammt ursprünglich von Richard Matheson, dem Autor der Romanvorlage. Produzent Albert Zugsmith beauftragte Richard Alan Simmons damit, das Drehbuch zu überarbeiten. Besonders sollte er es chronologisch aufbauen und nicht, wie zuvor, mit Rückblicken arbeiten. Matheson kritisierte diese Überarbeitung und bestand darauf, dass Simmons nicht in den Credits als Autor genannt werde. Erst Jahre später erkannte er an, dass Simmons ihm den Vortritt gelassen und eine Nennung verdient hatte.
Ab 1959 war Richard Alan Simmons verstärkt für Fernsehserien tätig, zunächst als Autor, aber schon bald auch als Produzent. Die erste Serie, bei der er an mehreren Folgen arbeitete, war Heute Abend Dick Powell. Eine von deren Folgen, Eine Ladung Tomaten, wurde in Nachrufen als diejenige genannt, für die er am bekanntesten sei. Mit dieser Folge begann auch seine Zusammenarbeit mit Peter Falk, der für seine Rolle darin seinen ersten Emmy gewann. Seitdem waren Simmons und Falk miteinander befreundet. Ihre Zusammenarbeit setzte sich 1965 und 1966 in der hochgelobten aber erfolglosen Serie The Trials of O’Brien fort. Simmons schrieb die Pilotfolge und war in allen 22 Folgen als Executive Producer tätig. Falk spielte die Hauptrolle des schlampigen, aber brillanten Rechtsanwalts Daniel J. O’Brien. 1977 übernahm Richard Alan Simmons die Leitung der siebten und vorerst letzten Staffel von Columbo Als die Serie 1988 fortgesetzt wurde, war Simmons weiterhin als Produzent beteiligt. 1979 bis 1980 leitete Richard Alan Simmons die von ihm entwickelte Serie Mrs. Columbo. Zudem schrieb er die Drehbücher einzelner Folgen der Serien Alcoa Theatre,  The Name of the Game, Der Chef und Petrocelli.
Den Namen Richard DeKoker verwendete Simmons mehrfach, wenn er mit den Ergebnissen nicht zufrieden war und nicht unter seinem Namen in den Credits erscheinen wollte. Dies geschah zum Beispiel in dem Film 18 Stunden bis zur Ewigkeit, für den er das ursprüngliche Drehbuch geschrieben hatte. Als Richard Lester kurz vor Drehbeginn die Regie übernahm, überarbeitete der das Drehbuch zusammen mit Alan Plater. Simmons war damit nicht zufrieden. Für die Miniserie The Gangster Chronicles und deren Filmzusammenfassung Bis zum letzten Schuß hatte Simmons laut eigener Aussage zehn Jahre lang recherchiert. Während  Bugsy Siegel und Lucky Luciano namentlich in der Serie genannt wurden, wurde der damals noch lebende Meyer Lansky als Michael Lasker eingeführt, auch aus Angst, wie Simmons zugab. Weil die Serie nicht seinen Erwartungen entsprach, ließ er sich ebenfalls Richard DeKoker nennen. 1981 erschien ein Roman zur Serie, ebenfalls mit dem Titel The Gangster Chronicles. Als Autoren wurden Michael Lasker und Richard Alan Simmons genannt. Tatsächlich schrieb es der New Yorker Schriftsteller Richard Elman.
Richard Alan Simmons, der mehrere Jahre dem Vorstand der Writers Guild of America angehört hatte, starb am 13. November 2004 in Los Angeles im Alter von 80 Jahren. Nach 53 Jahre Ehe hatte er drei Kinder und drei Enkel. FamilySearch nennt dagegen den 11. November 2004 als Todestag und berichtet von einer Ehe, die 48 Jahre dauerte.

## Filmografie (Auswahl)

### Als Drehbuchautor
- 1953: Douglas Fairbanks, Jr., Presents (Fernsehserie, Folge 1x06)
- 1953: The Lady Wants Mink
- 1953: Im Tal des Verderbens (War Paint)
- 1954: Brückenkopf X (Beachhead)
- 1954: Die Hand am Abzug (The Yellow Tomahawk)
- 1954: Tanganjika (Tanganyika)
- 1954: Freibrief für Mord (Shield for Murder)
- 1954: Drei Stunden Zeit (Three Hours to Kill)
- 1954: Gewehre für Bengali (Bengal Brigade)
- 1955: Plünderer am Pikes Peak (The Looters)
- 1955: Der Privatkrieg des Major Benson (The Private War of Major Benson)
- 1955: Das Haus am Strand (Female on the Beach)
- 1956: Blutroter Kongo (Congo Crossing)
- 1956: Heißer Süden (The King and Four Queens)
- 1957: Istanbul
- 1957: Die unglaubliche Geschichte des Mister C. (The Incredible Shrinking Man)
- 1957: Traum in Pink (The Fuzzy Pink Nightgown)
- 1957: Outlaw’s Son
- 1958: Brückenkopf Tarawa (Tarawa Beachhead)
- 1959: Die Falle von Tula (The Trap)
- 1959: Wichita Town (Fernsehserie, Folge 1x01)
- 1960: Alcoa Theatre (Fernsehserie, Folge 3x30)
- 1961: June Allyson Show (The DuPont Show with June Allyson, Fernsehserie, Folge 2x26)
- 1961–1963: Heute Abend Dick Powell (The Dick Powell Show, Fernsehserie, 9 Folgen)
- 1965: Bei Madame Coco (The Art of Love)
- 1965: The Trials of O’Brien (Fernsehserie, Folge 1x01)
- 1965: Della
- 1968: The Name of the Game (Fernsehserie, Folge 1x08)
- 1969: Fear No Evil (Fernsehfilm)
- 1970: Affäre in Berlin (Berlin Affair)
- 1971: Zwei Galgenvögel (Skin Game)
- 1972: Der Chef (Ironside, Fernsehserie, Folge 6x08)
- 1974: 18 Stunden bis zur Ewigkeit (Juggernaut)
- 1975: Petrocelli (Fernsehserie, Folge 1x21)
- 1979–1980: Mrs. Columbo (Fernsehserie, 13 Folgen)
- 1981: The Gangster Chronicles (Fernsehserie, 2 Folgen)
- 1981: Bis zum letzten Schuß (Gangster Wars)
- 1989: Columbo: Die vergessene Tote (Murder, Smoke and Shadows, Folge der Serie Columbo)

### Als Produzent oder Ausführender Produzent
- 1960: Alcoa Theatre (Fernsehserie, Folge 3x30)
- 1961–1963: Heute Abend Dick Powell (The Dick Powell Show, Fernsehserie, 4 Folgen)
- 1965: Della
- 1965–1966: The Trials of O’Brien (Fernsehserie, 22 Folgen)
- 1966: Brillanten-Razzia (Too Many Thieves)
- 1969: Fear No Evil (Fernsehfilm)
- 1974: 18 Stunden bis zur Ewigkeit (Juggernaut)
- 1977–1978: Columbo (Fernsehserie, 6 Folgen)
- 1979–1980: Mrs. Columbo (Fernsehserie, 5 Folgen)
- 1989: Columbo (Fernsehserie, 5 Folgen)

## Auszeichnungen und Nominierungen
Richard Alan Smith wurde zweimal für einen Emmy nominiert: 1962 in der Kategorie Drehbuch für eine Dramaserie für die Folge Eine Ladung Tomaten aus Heute Abend Dick Powell und 1978 in der Kategorie Beste Dramaserie für Columbo. Außerdem gewann er zweimal den Writers Guild of America Award in der Kategorie Bestes Anthologiedrama, 1962 für Eine Ladung Tomaten und  1963 für The Last of the Big Spenders, beides Folgen von Heute Abend Dick Powell. Zudem erhielt er 1971 zusammen mit E. Jack Neuman einen Edgar Allan Poe Award für das Drehbuch von Affäre in Berlin.